# ظرفیت خازنی
در فیزیک، ظرفیت خازنی (به انگلیسی: Capacitance) به توانایی ذخیره سازی بار الکتریکی گفته می‌شود. ساده‌ترین نوع خازن، خازنی با دو صفحه موازی است. در خازن صفحه‌ای، ظرفیت با مساحت صفحه (A) رابطهٔ مستقیم، و با فاصله دو صفحه (d)، رابطهٔ وارون دارد. اگر بار الکتریکی روی صفحه‌ها را با Q+ و Q- و ولتاژ میان دو صفحه را با V نشان دهیم:
{\displaystyle C={\frac {Q}{V}}}
در سیستم SI، یکای ظرفیت، فاراد است و هر فاراد، ۱ کولن بر ولت است.
انرژی اندوخته در خازن، با مقدار کار برای باردار کردن آن برابر است. با در نظر گرفتن ظرفیت C و بار q+ در یک صفحه و بار q- در دیگری، اگر بار الکتریکی از یک صفحه بر خلاف جهت پتانسیل به سمت صفحه دیگر حرکت کند طبق V=q/C، تغییر کار (dW) برابرست با:
{\displaystyle \mathrm {d} W={\frac {q}{C}}\,\mathrm {d} q}
که:
W مقدار کار بر حسب ژول است
q اندازه بار بر حسب کولن است
C ظرفیت بر حسب فاراد است.
انرژی اندوخته در خازن با استفاده از یک معادله انتگرالی بدست می‌آید. کار (W) برای باردار کردن خازن بدون بار (q = ۰) که در آن بارهای Q+ و Q- روی دو صفحه ذخیره شوند، از معادله زیر بدست می‌آید:
{\displaystyle W_{\text{charging}}=\int _{0}^{Q}{\frac {q}{C}}\,\mathrm {d} q={\frac {1}{2}}{\frac {Q^{2}}{C}}={\frac {1}{2}}CV^{2}=W_{\text{stored}}.}